# Global Christian Forum
Global Christian Forum è una delle due maggiori iniziative mondiali di dialogo ecumenico, capace di raccogliere cristiani appartenenti a tradizioni diverse, dalle cosiddette "chiese storiche" (cattoliche, ortodosse e protestanti della post-riforma) a quelle più recenti (pentecostali, evangeliche e indipendenti). Si tratta di uno spazio dedicato alla promozione del rispetto reciproco, per affrontare insieme le sfide comuni.

## Scopo e metodologia
Lo scopo istituzionale è quello di creare uno spazio aperto in cui rappresentanti di una vasta gamma di chiese cristiane e organizzazioni interconfessionali, che confessano il Dio uno e trino e Gesù Cristo vero Dio e vero uomo, possano incontrarsi per promuovere il rispetto reciproco, esplorare e affrontare insieme le sfide comuni.
Lo scopo viene perseguito organizzando incontri per grandi aree geografiche o raduni mondiali (Global Gathering) nei quali si privilegia la narrazione delle esperienze spirituali personali rispetto al tradizionale dibattito teologico. Questo taglio ha favorito la partecipazione al dialogo da parte delle chiese un tempo più lontane dal tradizionale cammino ecumenico (pentecostali, evangeliche e indipendenti), suscitando però perplessità da parte della componente legata al Consiglio Ecumenico delle Chiese (WCC) (ortodossi, cattolici, anglicani, protestanti storici). In questo senso, il GCF non cerca di diventare un vero e proprio strumento ecumenico ma si definisce più semplicemente uno spazio aperto di incontro e di dialogo.

## Struttura e partecipanti
L'impostazione aperta dei raduni non prevede una adesione ufficiale delle chiese e delle organizzazioni al GCF. La struttura istituzionale principale è il Comitato Permanente, un gruppo di poco più di una ventina di rappresentanti delle chiese e organizzazioni più attive. Si riunisce una volta all’anno per pianificare le attività del GCF e organizzare gli incontri per aree geografiche o i raduni mondiali. 
L'elenco delle chiese partecipanti ai tre raduni mondiali è lunghissimo. Le chiese più note nel nostro emisfero sono: Anglicani, Avventisti, Battisti, Cattolici, Chiese di Cristo, Esercito della Salvezza, Evangelici, Luterani, Mennoniti, Metodisti, Ortodossi e Ortodossi Orientali, Pentecostali, Vetero cattolici. A queste vanno aggiunte rappresentanze di chiese regionali (in particolare africane), indipendenti e locali, comprese alcune mega chiese.
Anche l'elenco delle organizzazioni partecipanti è lungo. Le principali sono il Consiglio Ecumenico delle Chiese (WCC), l'Alleanza Evangelica Mondiale (World Evangelical Alliance), il Pontificio consiglio per la promozione dell'unità dei cristiani (della Chiesa Cattolica) e la Comunione Pentecostale Mondiale (Pentecostal World Fellowship) che secondo alcuni sono i quattro pilastri che sostengono il GCF.

## Storia
All'inizio degli anni '90, il Consiglio Ecumenico delle Chiese (WCC) in vista della celebrazione dei 50 anni del consiglio, preso atto che solo una parte dei cristiani era rappresentata a pieno titolo in questa struttura e che le chiese cristiane del Sud del mondo, cresciute straordinariamente nel frattempo, avevano rapporti freddi se non indifferenti con le chiese tradizionali, invitò le chiese partecipanti a studiare il problema.
Nel 1998 si arrivò ad un incontro preparatorio allo Chateau de Bossey vicino a Ginevra con 28 partecipanti interni ed esterni al WCC in cui si decise di proseguire il tentativo attraverso un gruppo di delegati detto Comitato Permanente.
Lo stesso anno il WCC all'ottava Assemblea Generale ad Harare, auspicò la formazione di un forum di chiese cristiane ed organizzazioni ecumeniche a partecipazione molto più ampia rispetto alla rappresentanza formale del WCC. Negli anni successivi offrì supporto, personale e spazi per favorire la nascita e la crescita di questa organizzazione puntando ad invitare evangelici, pentecostali, chiese indipendenti e organizzazioni ecumeniche e para-ecclesiali ad un dialogo di conoscenza reciproca.
Nel 2000 si tenne un secondo incontro del Forum, in cui si decise il nome Global Christian Forum e si decise che il Comitato Permanente fosse del tutto indipendente dal WCC. Questo comitato negli anni successivi preparò un testo di riferimento indicante gli scopi del Forum e promosse incontri regionali in Asia (2004), Africa (2005), Europa (2006) e America Latina (2007).
Il lavoro sfociò nel 2007 nel 1st Global Gathering a Limuru, vicino a Nairobi, Kenya, con la partecipazione di oltre 230 delegati provenienti da oltre 70 paesi distribuiti in tutto il mondo. Il successo fu legato anche alla novità metodologica del raduno che, evitando discorsi ufficiali, letture accademiche e discussioni teologiche, privilegiò la narrazione delle esperienze spirituali personali. Seguirono altri incontri locali (Scandinavia - Regione Baltica, America Latina, Asia, e Medio Oriente).
Il 2nd Global Gathering si tenne nel 2011 a Manado, Indonesia, con 304 partecipanti da 81 paesi. Fu confermata la pratica esperienziale di scambiarsi la narrazione della propria conversione ma contemporaneamente ci fu accordo sulla necessità di affrontare anche i problemi contemporanei in spirito di mutuo rispetto.
Il 3rd Global Gathering si è tenuto a Bogotà nel 2018 e ha visto la presenza di 251 rappresentanti religiosi di 55 paesi.